# Happy Endings (Fernsehserie)
Happy Endings ist eine US-amerikanische Sitcom von David Caspe, die zwischen 2010 und 2013 von ABC Studios und Sony Pictures Television für den US-Sender ABC produziert wurde. Sie handelt vom Leben von sechs alten Freunden in Chicago, deren Freundschaft auf eine harte Probe gestellt wird, nachdem sich das Paar, das die Freunde damals zusammengebracht hat, trennt. In den USA startete die Serie am 13. April 2011 mit einer Doppelfolge auf ABC. Die deutschsprachige Erstausstrahlung begann am 18. März 2012 bei Comedy Central Deutschland.

## Handlung
Die Hochzeit von Dave und Alex sollte ihr glücklichster Tag werden, doch sie lässt ihn vor dem Altar stehen. Diese Entscheidung, mit der niemand gerechnet hätte, da die beiden als das „perfekte Paar“ galten, verändert nicht nur das Leben von Alex und Dave, sondern auch das ihrer Freunde. So hören Alex’ Schwester Jane und ihr Ehemann Brad, die gerade eine Familie gründen wollen, mit ihren guten Vorsätzen – wie vor der Schwangerschaft kein Fleisch zu essen und keinen Alkohol zu trinken – schlagartig auf. Max, der schwule Freund der beiden, befürchtet, durch die Trennung ein noch größeres Trauma erlitten zu haben als bei der Trennung seiner Eltern. Für Penny, die ohnehin schon nicht mehr daran glaubt, den Richtigen im Leben zu finden, scheint die Sache nun komplett aussichtslos. Die Freunde müssen sich nun entscheiden, auf welcher Seite sie stehen und wie sie mit der Situation umgehen sollen.

## Figuren
Dave RoseEr ist, seitdem er von seiner Verlobten Alex vor dem Altar stehen gelassen wurde, wieder Single. Er versucht mit einigen Affären mit nicht sehr intelligenten Frauen über seine Ex hinwegzukommen. Auch seine anderen Freunde stehen ihm bei. Er kündigt seinen alten Bürojob und erfüllt sich mit seinem eigenen Lokal einen Traum. Er wohnt seit der Trennung von Alex bei Max.
Alex KerkovichSie ist Daves Verlobte, die ihn vor dem Altar stehen gelassen hat. Sie bedauert, ihn so einfach stehen gelassen zu haben. Sie hatte Angst sich ihre Zweifel an ihrer Liebe zu Dave einzugestehen. Vor allem wollte sie aber seine Gefühle nicht verletzen. Sie geht gerne auf Doppeldates und mit ihrer Freundin Penny einen trinken. Sie leitet ihre eigene Boutique für Damenbekleidung namens Xela in der Innenstadt von Chicago.
Jane Kerkovich-WilliamsSie ist Alex’ ältere Schwester, ein Kontrollfreak und mit Brad verheiratet. Obwohl sie eigentlich noch nicht für ein Kind bereit ist, plant sie mit Brad eine Familie zu gründen und entgiftet gemeinsam mit ihrem Mann ihre Körper als Vor-Schwangerschaftsmaßnahme vom Alkohol und Fleisch. Brad lernte sie durch die Hilfe von Dave im College kennen.
Brad WilliamsEr ist der Ehemann von Jane und macht immer alles, was sie sagt, auch wenn er oft nicht begeistert von ihren Ideen ist. Er arbeitet für eine große Wertpapierfirma in Chicago und ist gut mit Dave und Max befreundet. Jane lernte er durch die Hilfe von Dave im College kennen.
Max BlumEr ist seit dem College mit Dave und Brad befreundet. Obwohl er offen homosexuell lebt, haben seine geschiedenen Eltern erst vor kurzem davon erfahren. Max ist Single und arbeitslos und liebt es, zu Hause Videospiele zu spielen. Er lässt Dave nach dessen Trennung von Alex bei sich wohnen. Daneben ist er Minister einer nicht-konfessionellen christlichen Kirche, obwohl er selbst Jude ist.
Penny HartzSie ist Single und verzweifelt auf der Suche nach dem richtigen Mann. Mit Dave, Alex und Jane ist sie seit der Highschool befreundet. Max benutzte sie gegenüber seinen Eltern seit dem College als Vorzeige-Freundin. Sie selbst hegt seit einigen Jahren Gefühle für Dave, die sie als gute Freundin aber stets zurückgehalten hatte. Sie arbeitet in einer PR-Firma und ist stolz darauf, die angesagteste Person in ihrem Büro zu sein.

## Produktion
Im Januar 2010 gab ABC die Produktion einer Pilotfolge bekannt. Diese wurde von David Caspe geschrieben und von Anthony und Joe Russo inszeniert. Produziert wird die Serie von den ABC Studios, Sony Pictures Television und FanFare Productions. Jamie Tarses, Jonathan Groff, Anthony und Joe Russo fungieren als Executive Producer, während Prentice Penny als Produzentin beteiligt ist. Das Casting begann im Februar 2010 mit der Verpflichtung von Damon Wayans, Jr. als Janes Ehemann Brad, der alles tut, was sie ihm sagt. Als Nächstes stieß Casey Wilson als Penny zur Besetzung. Kurz darauf wurden Eliza Coupe und Adam Pally angeworben, wobei Coupe die Rolle der Jane, Alex’ kontrollsüchtige Schwester und Ehefrau von Brad, und Pally die Rolle des Max, Daves bester Freund und Zimmergenosse, spielt. Später wurde Elisha Cuthbert als Alex, die Verlobte von Dave, die ihn vor dem Altar stehen lässt, gecastet. Als letzter Schauspieler wurde dann noch Zachary Knighton, der die Hauptrolle des Dave übernimmt, angeworben.
Nachdem die Dreharbeiten zur Pilotfolge Ende April 2010 in Los Angeles abgeschlossen waren, gab ABC einen Monat später nach der Sichtung der neuen Serien bekannt, Happy Endings als Serie bestellt zu haben, und orderte dreizehn Episoden. Bei der Bekanntgabe der Startdaten erhielt die Serie einen Starttermin in der sogenannten Midseason. Obwohl die Quoten der ersten Staffel nur mittelmäßig waren, verlängerte ABC die Serie für eine zweite Staffel und orderte vorerst dreizehn Episoden. Nachdem die Quoten der zweiten Staffel über den der ersten lagen, gab ABC im Oktober 2011 sechs weitere Drehbücher in Auftrag. Anfang November wurde die zweite Staffel dann noch auf 22 Episoden aufgestockt. Im Mai 2012 folgte von ABC die Verlängerung um eine 22-teilige dritte Staffel.
Nachdem die Serie ab Januar zunächst an zwei Tagen in der Woche ausgestrahlt, dann auf den Freitag verschoben wurde und dort ebenfalls nicht überzeugen konnte, gab ABC im Mai 2013 die Einstellung der Serie bekannt. Da eine Absetzung von ABC bereits im Vorfeld vermutet wurde, bekundete der Kabelsender USA Network bereits im April 2013 Interesse an, die Serie zu übernehmen. Nach drei Wochen entschied sich USA jedoch ebenso dagegen, eine vierte Staffel der Serie zu bestellen. Zwar hatte Sony Pictures Television intensiv nach einem neuen Partner zur Fortsetzung von Happy Endings gesucht. Da die Verträge der Schauspieler jedoch am 30. Juni 2013 ausliefen und die Zukunft der Serie nicht feststand, wurden diese nicht verlängert.

## Nachbearbeitungen
In der sechsten Folge der ersten Staffel bezieht sich Dave, als er sagt: „Sein bin Laden“, auf die Maus, die er versucht, so zu fangen, und beginnt dann zu scherzen: „Jessica bin Laden, ein super heißes arabisches Mädchen, mit dem ich aufs College ging.“ Diese Episode, die vor dem Tod von Osama bin Laden aufgezeichnet wurde, strahlte ABC am Ende nur stumm aus und entfernte die Szene aus den Online-Streams der Folge komplett. In Kanada wurde die Folge dann in ihrer Originalfassung ausgestrahlt.
Die neunte Episode der ersten Staffel enthielt ursprünglich einen Kuss zwischen Max und Ian und war auf mehreren Werbebildern, die vor der Ausstrahlung veröffentlicht wurden, zu sehen. Er wurde schließlich aus der Episode entfernt, bevor sie ausgestrahlt wurde. David Caspe erklärte, dass der Kuss als rein kreative Entscheidung herausgeschnitten wurde und dass es von Seiten des Senders keinen Druck gegeben habe, diese homosexuellen Inhalte zu entfernen.

## Besetzung und Synchronisation
Die deutsche Synchronisation entstand bei der SDI Media Germany GmbH in München. Die Dialogregie und das Dialogbuch für die erste Staffel führte Kim Hasper. Ab der zweiten Staffel übernahm es Inez Günther.
| Rollenname                 | Schauspieler      | Bild                    | Hauptrolle | Synchronsprecher |
| -------------------------- | ----------------- | ----------------------- | ---------- | ---------------- |
| Jane Kerkovich-Williams    | Eliza Coupe       | Eliza Coupe             | 1.01–3.23  | Andrea Wick      |
| Alexandra „Alex“ Kerkovich | Elisha Cuthbert   | Elisha Cuthbert (2009)  | 1.01–3.23  | Maren Rainer     |
| David „Dave“ Rose Jr.      | Zachary Knighton  | Zachary Knighton (2010) | 1.01–3.23  | Patrick Schröder |
| Max Blum                   | Adam Pally        | Adam Pally (2008)       | 1.01–3.23  | Stefan Günther   |
| Bradley „Brad“ Williams    | Damon Wayans, Jr. | Damon Wayans, Jr.       | 1.01–3.23  | Paul Sedlmeir    |
| Penelope „Penny“ Hartz     | Casey Wilson      | Casey Wilson (2013)     | 1.01–3.23  | Kathrin Gaube    |

## Ausstrahlung
Vereinigte Staaten
Nachdem Happy Endings bereits im Mai 2010 als Serie bestellt wurde, gab ABC einen Starttermin zur sogenannten Midseason bekannt. Sie startete schließlich am 13. April 2011 mit einer Doppelfolge. Die Pilotfolge, die nach einer neuen Episode von Cougar Town ausgestrahlt wurde, erreichte in etwa 7,30 Millionen und die darauffolgende zweite Folge dann noch 5,70 Millionen Zuschauer und ein Rating von 2,8 bzw. 2,3 in der werberelevanten Zielgruppe der 18–49-Jährigen. Zehn weitere Episoden wurden dann in Doppelfolgen und abweichend der Produktionsreihenfolge bis zum 25. Mai 2011 ausgestrahlt. Die zuvor ungezeigte sechste Episode, war dann erstmals am 24. August 2011 auf ABC zu sehen. Die erste Staffel verfolgten im Durchschnitt 5,17 Millionen Menschen, wodurch sie auf Rang 112 unter allen ausgestrahlten Serien in dieser Season kam.
Die zweite Staffel wurde ab dem 28. September 2011 nun jeweils hinter einer neuen Folge von Modern Family ausgestrahlt. Die 21. Episode wurde als Finale der zweiten Staffel am 4. April 2012 gezeigt, wohingegen die für die zweite Staffel produzierte 22. Episode im Laufe der dritten Staffel ausgestrahlt wurde. Die Ausstrahlung der dritten Staffel begann am 23. Oktober 2012 nun dienstags im Comedyblock mit Apartment 23. Kurz nach dem Jahreswechsel 2013 liefen für zwei Wochen jeweils eine Episode am Dienstag und eine am Sonntag. Ende Januar 2013 nahm ABC die Serie für zwei Monate aus dem Programm und setzte die Ausstrahlung am 29. März 2013 nun freitags in Doppelfolgen fort. Das dritte Staffelfinale wurde am 3. Mai 2013 gezeigt.
Deutschland
In Deutschland war die Ausstrahlung der ersten und zweiten Staffel einschließlich der Episode KickBall (Originaltitel: KickBall 2: The Kickening) zwischen dem 18. März und dem 9. Oktober 2012 auf Comedy Central Deutschland zu sehen.
International
International wird die Serie auch in Kanada von Citytv, in Neuseeland von TV2, in Lateinamerika von Sony Entertainment Television, in Norwegen von TVNorge, in Belgien von Prime, in Großbritannien von E4 und in Serbien, Estland und in Portugal von den dortigen Fox-Life-Ablegern ausgestrahlt.

## Veröffentlichungen
Die erste Staffel erschien in den USA und Kanada mit dem Regioncode 1 am 13. September 2011. Eine Veröffentlichung in Australien und Großbritannien gibt es bisher nicht. Eine deutschsprachige Version ist bisher auch noch nicht erschienen.
Die komplette Serie ist auch über iTunes, Amazon Instant Video und Hulu Plus kostenpflichtig erhältlich. Des Weiteren können die jeweils aktuellen Folgen in den Vereinigten Staaten auf der Website des Senders ABC sowie auf Hulu kostenlos angesehen werden.

## Kritik
Die erste Staffel der Serie hat bei Metacritic ein Metascore von 57/100 basierend auf 21 Rezensionen. Auf TV.com hat die Serie ein Rating von 6,4/10 basierend auf 505 abgegebenen Stimmen, und auf IMDb.com ein Rating von 7,8/10 basierend auf 1815 abgegebenen Stimmen. Die Serie wurde zunächst heftig negativ kritisiert und mit anderen ähnlichen „Beziehungsitcoms“, die ihre Erstausstrahlung bereits früher in der Season hatten, wie Perfect Couples, Mad Love, Traffic Light und Friends with Benefits verglichen. Sie weist auch Vergleiche zu der beliebten Sitcom Friends auf. Indessen erhielt die Serie während der Ausstrahlung bessere Kritiken, wobei einige sich eingestehen mussten, dass sie seit der Pilotfolge immer besser wird.